# Beelden Buiten
Onder de titel Beelden Buiten vonden in Tielt van 1986 tot 2006 internationale tentoonstellingen van moderne kunst plaats. In een verwilderde tuin in het hart van de stad bouwden de kunstenaars een kunstinstallatie geïnspireerd door de ongerepte omgeving.

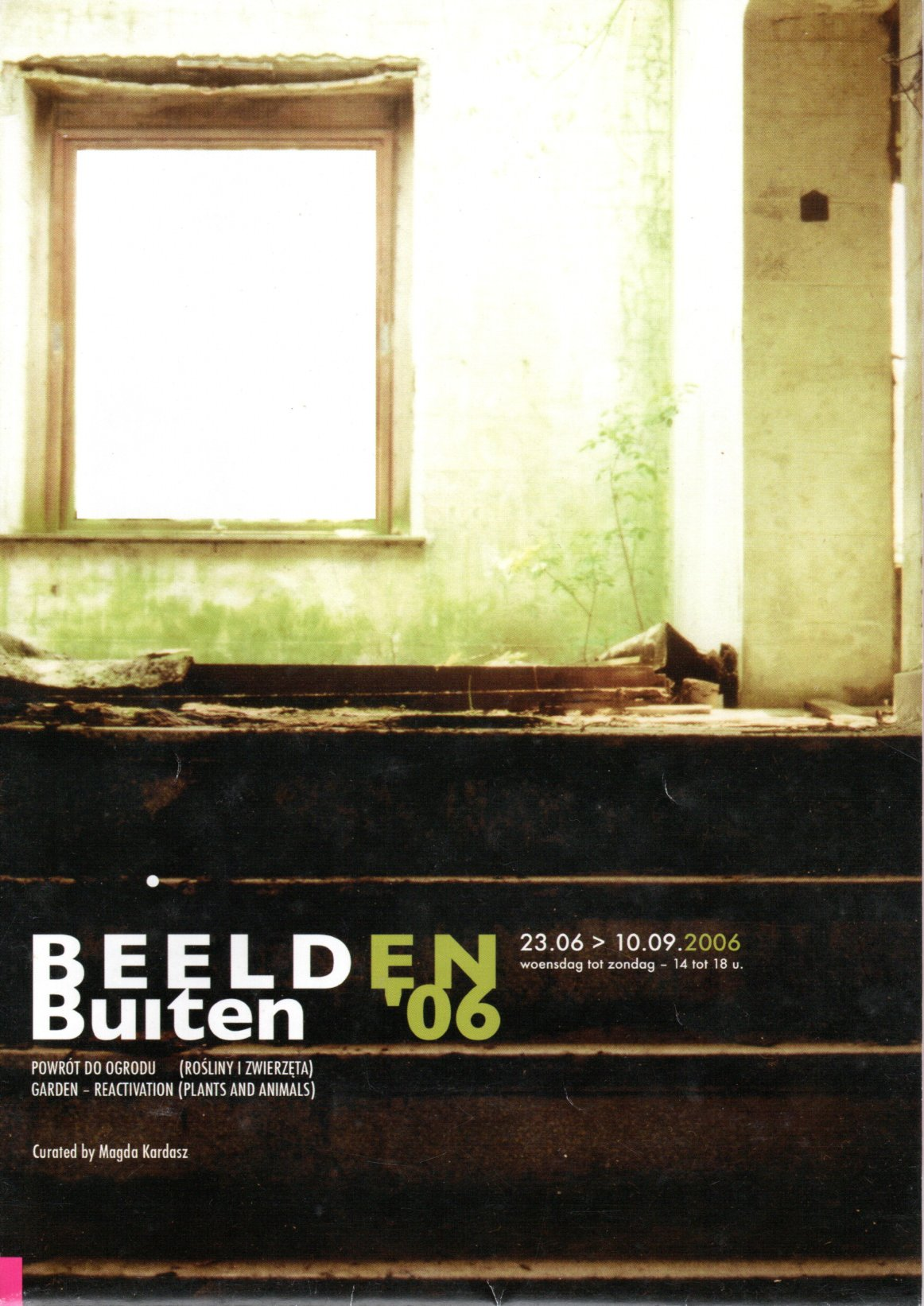
Voorplat van de catalogus van de laatste editie van Beelden Buiten (ontwerp Wouter Verstaen).

## Ontstaan en ontwikkeling
Op 30 mei 1980 opende het cultureel centrum Gildhof in Tielt de deuren. Onder leiding van directeur Wim Vanseveren en  Paul Bekaert, voorzitter van de raad van bestuur, kwam al vlug de werking op kruissnelheid. Tentoonstellingen bleven echter het zwakke broertje.
Tielt organiseerde in die tijd elk jaar Europafeesten. In het kader hiervan werd er in het Sint-Jozefscollege een tijdlang jaarlijks een kunsttentoonstelling georganiseerd die meermaals hoge ogen gooide.
Naar aanleiding van 25 jaar Europafeesten organiseerde het Ministerie van Nederlandse Cultuur 1 juli tot 17 juli 1983 in het Gildhof een tentoonstelling met werk van Yvan Theys, José Vermeersch en Godfried Vervisch onder de titel "Drie West-Vlamingen". Door het succes ervan besloot het cultureel centrum Gildhof terug aan te knopen bij de jaarlijkse traditie naar aanleiding van de Europafeesten.
Personeelsuitbreiding bracht uiteindelijk soelaas toen Hilde Houwen, dochter van kunstschilder Joris Houwen, in 1986 de ploeg vervoegde als stafmedewerkster, verantwoordelijk voor tentoonstellingen.
Een werkgroep onder voorzitterschap van Paul Bekaert stak de koppen bijeen. Willy De Sauter, een van de leden, zou met zijn kennis van de kunstscene de bezieler en inspirator worden. Het idee rijpte om te kiezen voor een openluchttentoonstelling.
De stad Tielt had net de volledig ommuurde tuin gekocht van de woning van wijlen dokter Debrabandere in de Bruggestraat, in het centrum van de stad. Het is een romantische plek, verborgen achter met klimop begroeide muren en vol oude, overwoekerde bomen. Wijnranken zijn doorheen het gebroken glas van de  oude serre gegroeid. Deze groene oase heeft veel schuilplaatsen en verborgen plekken. De vijver in het grasveld is er bijna drooggevallen en op zijn beurt weer met gras overgroeid en grazig water geworden. Deze plaats ligt verscholen tussen woningen. Vroeger was hier het begijnhof en het  latere klooster van de grauwzusters. In de kloostermuur kan men nog altijd de vier nisjes zien waar ooit het begijnhof was. De initiatiefnemers  doopten deze site “Tuin Debrabandere”.
Het cultureel centrum Gildhof legde de lat hoog. Het zou een internationaal gebeuren worden, met name een confrontatie tussen Belgische kunstenaars en kunstenaars van een gastland. Zo werd de link gelegd met de Europafeesten. Flor Bex, toen directeur van het Museum van Hedendaagse Kunst Antwerpen, selecteerde de kunstenaars. Nederland beet als eerste gastland de spits af.
Afspraak was dat de deelnemende artiesten ter plaatse een nieuw werk dienden te creëren, in harmonie met de tuin en met de andere werken. De plaatselijke kunstgaleries brachten een parallelle binnen-expositie van de deelnemende artiesten. 
In 1990 trad Rik Demoen aan als nieuwe directeur van het Gildhof. Als licentiaat kunstgeschiedenis en kenner van hedendaagse kunst zal hij het tentoonstellingsproject met volle inzet verderzetten.
Heel wat participanten namen naderhand deel aan Documenta in Kassel en andere gerenommeerde  tentoonstellingen. Jimmie Durham en Tony Cragg waren de bekendste namen  uit de internationale  kunstwereld.
Met België-Mexico in 1994 verliet Beelden Buiten Europa. Met de editie 1998 gooiden de organisatoren het roer om. De confrontatie tussen twee landen kwam te veel over als een voetbalwedstrijd.  Bij de jubileumeditie in 2006 keerden zij terug naar de oorspronkelijke formule met België-Polen. Tielt heeft een speciale band met dit land vanwege de bevrijding door Poolse soldaten op het einde van de tweede wereldoorlog. Het was ook de laatste “Beelden Buiten”.

## Onthaal
Zowel in de binnenlandse als buitenlandse pers kreeg het project doorgaans zeer lovende commentaren. Claudia Herstart schreef in de Kölnische Rundschau dat het landelijke Tielt veel in zijn mars had. Zij besloot dat er waarschijnlijk spoedig meer mensen op de landkaart naar deze plek zouden zoeken. Luc Lambrecht prees in de Knack de kleinschaligheid die de werken zeker ten goede kwam. Dit was de teneur van heel wat kunstcritici. In hetzelfde blad merkte Marx Borka n.a.v. de  editie België-Mexico op dat  Beelden Buiten ondanks de groeiende concurrentie wist te overleven dankzij het inspelen op de intimiteit van de oude tuin. De Belgische vereniging van kunstcritici koos Beelden Buiten als beste groepstentoonstelling voor de periode van 10 juni tot 15 oktober 1988.

## Catalogi
Dit kunstgebeuren verdween niet in de vergetelheid. Ter gelegenheid van de meeste exposities werd een multiple gemaakt met het werk van een van de deelnemende artiesten. Een fraaie catalogus vereeuwigde telkens de werken. 

## Overzicht van de verschillende edities

### 1986
thema België-Nederland, curatoren Flor Bex en Hilde Houwen
- Philippe Boutens, De tuin van Eden bestaat
- Jan Carlier, Het raadsel
- Luc Coeckelberghs
- Luc Deleu, Kleine triomfboog
- Krijn Giezen
- Herman Makkink, Ruïne III
- Cornelius Rogge, Shaman
- Carel Visser, De Braker

### 1987
thema België-Frankrijk, curator Dirk Snauwaert
- Sylvie Blocher, Zone de solitude
- Guillaume Bijl, Sculpture trouvée
- François Bouillon
- Werner Leo Copers, Onder water vliegende klok
- Walter Daems
- Bernd Lohaus, Angst-Begriff
- Jean-Marc Navez, Negatief-positief
- Patrick Raynaud, Projet pour Tielt - Sculpture camouflée
- Felice Varini, Tuin De Brabandere Tielt 1987
- Jacques Vieille

### 1988
thema België-Duitsland, curator Dirk Snauwaert
- Sybille Berke, De wachter
- Hilmar Boehle, Plastik für Dini Vilmon
- Patrick Van Caeckenbergh, Het graf
- Erik Colpaert
- Ann Veronica Janssens
- Gereon Lepper, Point Hope
- Heike Pallanca en Wolfgang Robbe
- Guy Rombouts en Monica Droste, Hommage aan Marcel Broodthaers
- Philippe Van Snick, Produktiestaat

### 1990
thema België-Engeland, curatoren Griet De Sauter en Antien Knaap
- Bill Cubert, Argon
- Koen Theys
- Hannah Vowles en Glyn Banks (Art in Ruins), Rest in Working
- Tony Cragg, Fruit bottles
- Chris Drury, Cloud Chamber
- Thom Puckey
- Ludwig Vandevelde, Scène galante (trompe l’oeil)
- Narcisse Tordoir
- Jan Van Oost, Salome
- Willem Cole, Penser les couleurs

### 1992
thema België-Oostenrijk, curator Piet Vanrobaeys
- Wim Delvoye, Windroos
- Honoré d’O - Voor Kathlijn
- ManfreDu Schu, Einige Hundert Meter
- Elmar Trenkwalder
- Philip Van Isacker, For the right to doubt
- Richard Venlet
- Franz Graf
- Martin Walde
- Frans West en Richard Fleissner, Parenthesis
- Heimo Zobernig
- Lois Weinberger

### 1994
thema België-Mexico, curator Bart De Baere, co-curator Piet Vanrobaeys
- Michel François
- Della Calberson
- Damián Ortega, Leonora Portatil
- Abraham Cruzvillegas, Franske in Vlaanderen, Mixed Media
- Ricardo Brey
- Jimmie Durham
- Eran Schaerf
- Maria Thereza Alves
- Rik Moens
- Diego Gutiérrez

### 1998
thema ‘I never promised you a rose garden’, curator Kurt Vanbelleghem
- David Claerbout (België)
- Gu Dexin (China)
- Els Dietvorst (België)
- Griet Dobbels (België)
- Henrik Håkansson (Verenigde Staten)
- Anne Maes (België)
- Khalil Rabah (Palestina)
- Denise Tiavouana (Nieuw-Caledonië)

### 2002
thema ‘Fractals’, curator Andrea Wiarda
- Franco Angeloni (Italië), There is a new plant growing in Tielt
- Deborah Aschheim (Verenigde Staten), Aborization
- Maria Blondeel (België), Wind Power Tone
- Isabelle Cornaro (Frankrijk), Through the looking glass
- Maaike en Rolf Engelen (Engelen & Engelen) (Nederland)
- Meindert Koelink (Nederland), Verdon May
- Minoru Sato (Japan), Redirecting sunlight with convergence lenses and optical fibers and its effects

### 2004
curator Luc Lambrecht
- Gert Robijns (België), Shit
- Gert Robijns, Eye catcher
- Gert Robijns, Zinder
- Gert Robijns, Hoge bomen
- Gert Robijns, Tafel
- Gert Robijns, De laatste doet de deur dicht en het licht uit
- Gert Verhoeven (België), Piece of old ceiling with a deconstructed joke
- Gert Verhoeven, Den drets
- Gert Verhoeven, Vitrine / serre 1 (int) camouflage
- Gert Verhoeven, Vitrine / serre 2 (int) camouflage
- Gert Verhoeven, Vitrine / serre 3 (ext) camouflage

### 2006
thema België-Polen, curator Magda Kardasz
- Monika Wiechowska
- Małgorzata Markiewicz
- Julita Wójcik
- Francis Denys
- Wim Wauman